# Quick-step
Quickstep é um tipo de dança de salão. A princípio era uma versão mais rápida do foxtrot misturada com o charleston, e com influências musicais do jazz.É uma dança alegre e, a partir de 1920, recebeu acréscimos de várias danças - foxtrot, charleston, peabody e one-step. A dança é de origem inglesa e foi padronizada em 1927. Diferentemente do foxtrot, no quickstep o homem fica de pernas abertas.
Esta dança tem uma grande quantidade de movimentos, com muitos passos avançados. O ritmo é bastante rápido, uma vez que foi desenvolvido para ragtime. 60 segundos de quickstep equivale a correr 1,5 km.

## Programa internacional (syllabus)
O programa padrão de danças utilizado em competições internacionais é chamado de syllabus, sendo a sequência de passos principais e oficiais para um determinado ritmo, escolhidos por uma entidade superior, neste caso a Imperial Society Teachers of Dance (ISTD).
Os syllabus dos ritmos são divididos em vários níveis – Bronze, Prata (Silver), Ouro (Gold) – em alguns casos os níveis podem ser divididos em subníveis – por exemplo Bronze 1 (básico), 2 (intermediário), 3 (completo) - que equivalem a um grau de exames. No entanto existem níveis superiores, como o Gold Stars, Imperial Awards, Supreme Award, onde é necessário ter o domínio das cinco danças (latinas ou clássicas).
Sylabus de passos principais e oficiais do quickstep:

#### Bronze
Pré-bronze
1. Quarter Turn to R
2. Natural Turn
3. Natural Turn with Hesitation
4. Natural Pivot Turn
5. Natural Spin Turn
6. Progressive Chassé
7. Chassé Reverse Turn
8. Forward Lock

BRONZE
1. Closed Impetus
2. Backward Lock
3. Reverse Pivot
4. Progressive Chassé to R
5. Tipple Chassé to R
6. Running Finish
7. Natural Turn and Back Lock
8. Double Reverse Spin

#### Prata
1. Quick Open Reverse
2. Fishtail
3. Running Right Turn
4. Four Quick Run
5. V6
6. Closed Telemark

#### Ouro
1. Cross Swivel
2. Six Quick Run
3. Rumba Cross
4. Tipsy (para esquerda ou direita)
5. Hover Corté